# AVN Adult Entertainment Expo
De AVN Adult Entertainment Expo (AEE) is een jaarlijkse, vierdaagse conventie voor de porno-industrie. De conventie wordt sinds 1998 elk jaar in januari gehouden in Las Vegas en wordt gesponsord door het tijdschrift Adult Video News. De AEE is de grootste beurs van de Verenigde Staten die zich richt op deze industrie.
De conventie omvat verschillende evenementen, die gehost worden door honderden  organisaties uit de industrie. Vrijwel alle belangrijke sterren uit de industrie bezoeken de conventie, waardoor meet-and-greets een van de belangrijkste aspecten zijn voor de bezoekers. De eerste twee dagen van de show worden beschouwd als "Trade Only". Tijdens deze dagen hebben alleen mensen in de industrie toegang tot de conventie. De AVN Awards worden gepresenteerd op de laatste avond van de vierdaagse tentoonstelling.